# Abiskomyia
Abiskomyia is een geslacht van muggen uit de familie van de dansmuggen (Chironomidae). De wetenschappelijke naam van het geslacht is voor het eerst geldig gepubliceerd in 1937 door Edwards.

## Soorten
De volgende soorten zijn bij het geslacht ingedeeld:
- Abiskomyia paravirgo Goetghebuer, 1940[2]
- Abiskomyia virgo Edwards, 1937[1]